# 카이바 모쿠바
카이바 모쿠바(海馬 モクバ)는 유희왕 또는 유희왕 듀얼몬스터즈의 등장인물으로, 한국판 명칭은 모크바이다.

## 소개
카이바 모크바(모쿠바)
성우 - 타케우치 준코 / 송도영<ref>마자키 안즈와 중복. 문남숙(대원)
카이바의 유일한 혈육이며 친동생이다. 형을 따라 카이바 코퍼레이션을 운영하고 있으며, 유우기 일행에게 냉정한 형과 달리 유우기 일행에게 친절하며 형과의 유대 관계가 돈독하다.